# María del Carmen Toledano Rico
María del Carmen Toledano Rico   (Madrid, 3 de maig de 1957) és una política i mestra espanyola.

## Biografia
Va néixer el 3 de maig de 1957 a Madrid. Llicenciada en Geografia i Història, va ser directora executiva de la Federació Estatal de Dones Progressistes d'Espanya i presidenta de la Unió d'Associacions Familiars (UNAF).
Va entrar al juliol de 2003 com a regidora de l'Ajuntament de Galapagar, després de les eleccions municipals de maig.
En 2007 va ser investida alcaldessa del municipi. No obstant això, el 30 de setembre de 2008 va ser desbancada de l'alcaldia mitjançant una moció de censura impulsada pel Partit Popular (PP) i la Plataforma de Veïns de Galapagar (PdVG), que, presentant al regidor popular Daniel Pérez Muñoz com a candidat a alcalde, van aconseguir recaptar la majoria de vots necessària al ple.
Va ser membre de la Comissió Executiva Regional del Partit Socialista de Madrid (PSM) durant el lideratge de Tomás Gómez a l'organització.
A l'abril de 2011 va ser citada per declarar imputada d'un presumpte delicte de prevaricació relatiu a les contractacions del festival Galapajazz de 2008, quan era alcaldessa.
Candidata nombre 20 de la llista del Partit Socialista Obrer Espanyol (PSOE) per a les eleccions a l'Assemblea de Madrid de maig de 2011, va resultar escollida diputada de la novena legislatura del Parlament regional.